# Bernd Krauss
Bernd Krauss (Dortmund, 8 de maig de 1957) és un exfutbolista i entrenador alemany nacionalitzat austríac. Durant els últims 25 anys ha dirigit a equips de diversos països, com Espanya, Alemanya o Àustria. Actualment treballa a les categories inferiors del Étoile du Sahel.

## Carrera com a entrenador
Krauss va començar la seva trajectòria com a entrenador en 1988, dirigint el SC Kapellen. Posteriorment va entrenar als joves del Borussia Mönchengladbach i del 1. FC Colònia. El 1991 va passar a ser tècnic del primer equip del Borussia Mönchengladbach, amb el qual guanyaria una Copa d'Alemanya anys després.
Krauss va arribar a la Reial Societat el 1997. Va tenir un èxit immediat a la banqueta d'Anoeta, ja que va portar a l'equip donostiarra al tercer lloc en la Lliga 1997-98. No obstant això, la temporada 1998-99 va ser bastant discreta, perquè es va saldar amb una 10a posició. Va ser destituït l'octubre de 1999, després de sumar 9 punts en 9 partits de Lliga. Al febrer de 2000 va arribar al Borussia Dortmund, però no va poder obtenir cap victòria en 10 partits de la Bundesliga, la qual cosa va provocar el seu acomiadament. A l'any següent va signar amb el RCD Mallorca, però la seva estada a l'illa no va arribar als 4 mesos a causa dels mals resultats.
Posteriorment va entrenar diversos equips de l'estranger: l'Aris Salònica FC de Grècia, l'FC Admira Wacker d'Àustria i el Pegah Gilan FC de l'Iran. Va tornar a la Lliga espanyola de la mà del CD Tenerife en 2006, evitant el descens en les 10 últimes jornades de Segona i sent confirmat per a la temporada 2006-07, però va ser destituït després de només 15 jornades, deixant l'equip canari en llocs de descens. En 2007 es va fer càrrec del SK Schwadorf d'Àustria i posteriorment va treballar com a director esportiu i entrenador del Étoile du Sahel de Tunísia.